# Уоллес, Эдгар
Ричард Горацио Эдгар Уоллес (англ. Richard Horatio Edgar Wallace; 1 апреля 1875 — 10 февраля 1932) — английский писатель, киносценарист и драматург, журналист, военный корреспондент. Более известен как Эдгар Уоллес. Является автором 175 новелл, 24 пьес и огромного количества статей в периодических изданиях. Основоположник литературного жанра «триллер». По его произведениям создано более 160 фильмов. Родился в Гринвиче (Лондон) в актёрской семье, причём отец даже не знал о его существовании. Эдгар Уоллес работал корреспондентом агентства «Рейтер» и лондонской газеты «Daily Mail». Умер писатель в Голливуде во время работы над сценарием фильма «Кинг-Конг».

## Биография

### Родители
Эдгар Уоллес родился в Гринвиче, пригороде Лондона 1 апреля 1875 года. Его биологическими родителями были актеры Ричард Горацио Эдгар (англ. Richard Horatio Edgar), который даже не знал о его существовании, и Мэри Джейн «Полли» Ричардс (англ. Mary Jane "Polly" Richards), урожденная Блэр. Мэри Джейн Блэр родилась в 1843 году в Ливерпуле, в ирландской католической семье. Семья Мэри несколько лет была вовлечена в шоу-бизнес и Мэри росла театральной «мастерицей на все руки» — рабочая сцены, билетёрша, актриса эпизодов. Несмотря на приятную внешность и талант, больших успехов она не добилась. В 1867 году она закончила театральную карьеру и вышла замуж за Джозефа Ричардса (англ. Joseph Richards), капитана торгового флота, родившегося в Ливерпуле в 1838 году. Он также происходил из семьи ирландских католиков.
Вскоре Мэри забеременела, но в январе 1868 года, когда она была на восьмом месяце беременности, Джозеф Ричардс погиб в море в возрасте 30 лет. К моменту рождения дочери, Кэтрин Ричардс, Мэри сильно нуждалась. Приняв сценический псевдоним Полли, Мэри вернулась на театральные подмостки, чтобы прокормить себя и дочь. В 1872 году Мэри присоединилась к труппе семейного тетра Мэриотт (англ. Marriott), где у неё сложились прекрасные отношения с руководителем театра — Элис Эдгар (англ. Mrs. Alice Edgar). У Элис было трое взрослых детей, Грэйс Эдгар, Аделин Эдгар и Ричард Горацио Эдгар, единственный сын, вызывавший большие волнения у матери. Обладая приятной внешностью, Ричард играл романтических героев, но был ленив, хотя и очарователен. Элис хотела, чтобы он женился на здравомыслящей молодой женщине и обзавелся детьми.
В июле 1874 труппа «Мэриотт» добилась большого коммерческого успеха. По случаю успеха за кулисами была организована шумная вечеринка, после которой Ричард Горацио Эдгар и Полли оказались в постели. Как оказалось позже, Ричард об этом ничего не помнил, а в августе Мэри поняла, что беременна. Она испугалась, что когда правда о её беременности выяснится, то все разрушит. Мэри, сославшись на «неотложные дела», уезжает в Гринвич, где остается до рождения Эдгара 1 апреля 1875 года.
Она просит акушерку подыскать добрую семейную пару, которой она могла бы доверить воспитание своего сына. 9 апреля 1885 года Полли отвозит Эдгара в семью Фриманов, которые были любящей парой и заботливыми родителями десятерых детей. Пообещав навещать сына, Мэри отправилась в Лондон, где узнала, что Ричард уже месяц как женат на другой.

### Детство и первые шаги в карьере
Уоллес, известный, как Ричард Горацио Эдгар Фриман, провёл счастливое детство. Особенно тесно он был связан с 20-летней Кларой Фриман, которая по сути стала ему второй матерью. Его приемный отец, Джордж Фриман, был добрым и уважаемым человеком, он позаботился о том, чтобы Ричард получил хорошее образование. В период с 1875 по 1878 годы Полли навещала сына так часто, как могла, и помогала материально, хотя и сохраняла эмоциональную дистанцию.
Труппа театра Мэриотт начала понемногу разваливаться, старшие дочери Элис вышли замуж, а сама она уже была не в силах управлять театром. Ричард и его жена Дженни обосновались в Шотландии, где и родились их дети, в том числе сводный брат Эдгара по отцу, Джордж Мэриотт Эдгар (1880—1951), который был известен как Мэриотт Эдгар, поэт, комик, сценарист, писавший в том числе для английского актера Стэнли Холлоуэя (англ. Stanley Holloway).
Полли перешла работать в театр Гамильтон (англ. Hamilton), где её заработки значительно уменьшились и она уже не могла оплачивать содержание своего сына в семье Фриманов. Объявив об этом Фриманам, она предложила отдать Эдгара в работный дом, но это предложение встретило ожесточенное сопротивление семьи, которая очень полюбила Эдгара. Больше Мэри его не навещала, возможно, из-за стыда.
Эдгар унаследовал приятную внешность своего отца, и был экстравертом. Будучи подростком, Эдгар сменил несколько занятий. В 1894 году он был недолго обручен с девушкой из Дэпфорда (англ. Deptford) по имени Эдит Энстри (Edith Anstree), но предпочел бежать, нежели столкнуться лицом к лицу с необходимостью урегулировать этот вопрос должным образом, и не желая задеть её чувства.
В 1894 году Эдгар записался в пехотные войска, готовящиеся к отправке в Южную Африку, под именем Эдгар Уоллес, взяв фамилию автора «Бен-Гура» Льюиса Уоллеса.
Однако армейская жизнь не понравилась Эдгару. Он не был физически выносливым, солдатская жизнь была трудна и для его ног, и для ушей. Он перешел в Королевский армейский медицинский корпус, где служба не была такой трудной, но была еще менее приятной. Позднее он вновь перевелся, теперь уже в Военную прессу, где и нашел себя.
До 1898 года он служил военным корреспондентом Daily Mail на англо-бурской войне. Он также писал и вел колонки в иных изданиях. В этот период Эдгар знакомится с писателем Редьярдом Киплингом, которым он восхищался.

### Джон Г. Ридер
- Шестое чувство Ридера (1925)
- Вождь террористов (1932)
- Сообразительный мистер Ридер

### Секрет Гамона
- Джентльмен в черной маске
- Секрет Гамона

### Четверо Благочестивых
- Власть четырех (1905)
- Сильнее Скотленд-Ярда (1908)
- Преступники-сыщики (1921)

### Разное
- Бандит
- Бриллиантовая пряжка
- В паутине преступлений
- В сетях аферистки
- Ворота измены (1927)
- Дверь с семью замками (Семь замков усыпальницы) (1926)
- Джентльмен в черной маске
- Долина привидений (1922)
- Доносчик (1927)
- Дюссельдорфский убийца
- Жена бродяги
- Женщина-дьявол
- Зеленый стрелок (1923)
- Зловещий человек (1928)
- Когда на Лондон нагрянули банды (1932)
- Комната № 13 (1924)
- Король Бонгинды (1929)
- Красный круг (1922)
- Крик ночи
- Кэтти (1919)
- Лицо во мраке (1924)
- Лорд поневоле
- Люди в крови (1927)
- Мания старого Деррика
- Мелодия смерти (1915)
- Мертвые глаза Лондона (1924)
- Мститель (1925)
- Неуловимый
- Отель на берегу Темзы (1930)
- Пернатая змея (1927)
- Потерянный миллион (1923)
- Поток алмазов
- Похищенная картина (1929)
- Преступление Летучего отряда (1928)
- Руки вверх!
- Светящийся ключ (1930)
- Синяя рука (1926)
- Сын палача (1925)
- «Сыны Рагузы»
- Таинственный двойник (1924)
- Тайна булавки (1923)
- Тайна желтых нарциссов
- Тайна яхты «Полианта» (1926)
- Трефовый валет (1920)
- У трёх дубов (1924)
- Фальшивомонетчик (1927)
- Чёрный аббат (1926)
- Шутник (1926)